# Karel Doorman

Karel Doorman

Karel Willem Frederik Marie Doorman (n. 23 aprilie 1889, Utrecht⁠(d), Utrecht, Țările de Jos – d. 28 februarie 1942, Marea Java) a fost un amiral al Marinei Regale a Olandei, care s-a remarcat în cel de-al Doilea Război Mondial.
Astfel, în cadrul Războiului din Pacific, a condus forțele navale ABDA care au luptat împotriva Marinei Imperiale Japoneze. Și-a pierdut viața în războiul naval de pe Marea Java (1942).
În memoria sa, trei nave ale Marinei Regale a Olandei i-au purtat numele.